# Balança hidrostática

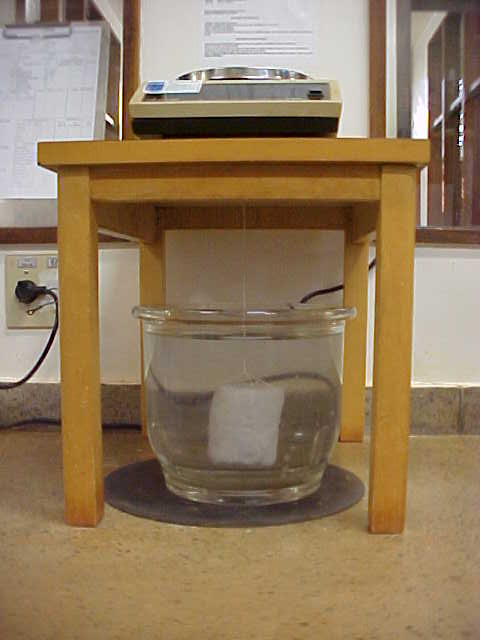
Balança Hidrostática para determinação de volume de sólidos irregulares

Uma balança hidrostática é um mecanismo experimental destinado ao estudo da força de impulsão exercida por líquidos sobre os corpos neles imersos. Foi inventada em 1586 por Galileu Galilei.
Seu funcionamento se baseia no princípio de Arquimedes (um corpo perde aparentemente um peso igual à quantidade de líquido ou gás deslocado) e está especialmente concebida para a determinação de densidades de sólidos e líquidos.
Este tipo de balança é constituída por: prumo, termómetro, copo, alça, parafuso de compensação, escala graduada, cursor superior deslizante, encaixe, cursor inferior deslizante, pontas, parafuso para acerto e suporte. Estas balanças necessitam de ser calibradas antes de se efetuar a medição de densidades.
O procedimento a ser seguido :
1. Pesa-se o mineral seco
2. Pesa-se o mineral imerso em água, o que é conseguido pendurando o mineral em um fio amarrado em um dispositivo ligado ao prato da balança. O recipiente com água onde será imerso o mineral deverá ficar sobre o prato da balança, sem tocá-lo, o que se consegue com uma plataforma ponte, apoiada sobre a mesa onde está a balança.

A densidade relativa será calculada dividindo-se o peso do mineral a seco pela diferença do peso a seco e do peso imerso em água, pois esta diferença nos dá, pelo Princípio de Arquimedes, o empuxo a que está sendo submetido o mineral, que é igual ao peso do volume de água deslocado pelo mineral, sendo que este volume é o volume do mineral.
A densidade relativa {\displaystyle D} é dada por:
{\displaystyle D=({\frac {W}{(W-H)}}}) × ρ do fluido
onde {\displaystyle W} é o peso a seco e {\displaystyle H} o peso imerso na água.

## Dedução
O objetivo será determinar a densidade de um objeto utilizando apenas uma balança comum e uma balança hidrostática. Não se dispõe de instrumentos para aferir de forma direta o volume do objeto. A balança hidrostática utiliza o Empuxo de Arquimedes, então é por ele que se inicia a dedução apresentada a seguir.
O empuxo de Arquimedes é definido como uma força vertical e para cima com módulo equivalente ao peso do líquido deslocado.
O peso de líquido deslocado é igual ao produto do volume de líquido deslocado pela massa específica do líquido e pela aceleração da gravidade.
{\displaystyle E=\rho _{L}.V_{LD}.g}
onde {\displaystyle E} é o Empuxo, {\displaystyle \rho _{L}} é a massa específica do líquido, {\displaystyle V_{LD}} é o volume de líquido deslocado e {\displaystyle g} é a aceleração da gravidade.
Mas o empuxo de Arquimedes também pode ser definido como uma força vertical e para cima, resultante entre a diferença do Peso Real e o Peso Aparente.
{\displaystyle E=P_{Real}-P_{Aparente}}
O Peso real {\displaystyle P_{Real}} nada mais é que o peso medido a seco e o Peso Aparente {\displaystyle P_{Aparente}} nada mais é que o peso aferido com o o objeto imerso.
Assim, pode-se reescrever:
{\displaystyle \rho _{L}.V_{LD}.g=m_{real}.g-m_{aparente}.g}
Colocando a gravidade {\displaystyle g} em evidência na parte esquerda:
{\displaystyle \rho _{L}.V_{LD}.g=g.(m_{real}-m_{aparente})}
Simplificando a gravidade {\displaystyle g} em ambos os lados da expressão:
{\displaystyle \rho _{L}.V_{LD}=m_{real}-m_{aparente}}
Isolando o volume de líquido deslocado {\displaystyle V_{LD}}:
{\displaystyle V_{LD}={\frac {m_{real}-m_{aparente}}{\rho _{L}}}}
Sabe-se que o Volume de líquido deslocado {\displaystyle V_{LD}} é equivalente ao Volume {\displaystyle V} do objeto que foi imerso (lembrando do enunciado da lei física que dois corpos não ocupam o mesmo local do espaço ao mesmo tempo). Também se verifica que a massa real {\displaystyle m_{real}} é simplesmente a massa seca {\displaystyle m_{seca}} do objeto e a massa aparente {\displaystyle m_{aparente}} é simplesmente a massa imersa {\displaystyle m_{i}}.
Assim a expressão anterior é reescrita como:
{\displaystyle V={\frac {m_{seca}-m_{i}}{\rho _{L}}}}
Observa-se na expressão acima, que foi possível determinar o volume do objeto de maneira indireta.
Esse método se torna útil quando o objeto em questão possui um formato irregular ou complexo que torne difícil ou até mesmo impossível a obtenção do volume pelos meios tradicionais analíticos e numéricos.
Lembrando que massa seca {\displaystyle m_{seca}} é obtida diretamente da balança e a massa imersa {\displaystyle m_{i}} é obtida da balança hidrostática.
É importante observar que a leitura da balança hidrostática não fornece o Empuxo. A  balança hidrostática fornece o valor da massa de líquido deslocado, que é equivalente a massa imersa {\displaystyle m_{i}}.
Da definição de densidade, temos:
{\displaystyle d={\frac {m}{v}}}
Agora substituindo na definição de densidade a expressão definida para o Volume {\displaystyle V} do objeto:
{\displaystyle d={\frac {m_{seca}}{\frac {(m_{seca}-m_{i})}{\rho _{L}}}}}
Simplificando a divisão de frações:
{\displaystyle d={\frac {m_{seca}}{(m_{seca}-m_{i})}}.\rho _{L}}
Se o fluído em questão for a água, de massa específica igual a 1g/cm³, a densidade do objeto se resume a:
{\displaystyle d={\frac {m_{seca}}{(m_{seca}-m_{i})}}} , nesse caso, obviamente, a densidade d será obtida na unidade {\displaystyle g/cm^{3}}.